# Historia 16
Historia 16 fue una revista española divulgativa de carácter mensual, editada por Historia e Información s.l., que perteneció a Grupo 16. Fue fundada por Juan Tomás de Salas, periodista español creador de Diario 16 y Cambio 16 y propietario de Grupo 16, y publicada desde abril de 1976 hasta diciembre de 2008. 
Con su sede en Madrid, la revista, especializada en historia, abarcó tanto la Edad Antigua y medieval como la época moderna y la contemporánea. Sus artículos y reportajes son rigurosos y de cierta extensión. La sencillez estilística con la que son presentados los temas la convierten en una revista especializada en divulgación de temas históricos, pero dirigida a un público amplio.

## Historia de la revista
Fundada en 1976 por el periodista español Juan Tomás de Salas, propietario de la sociedad editora Grupo 16 a partir de 1984, la revista estuvo dirigida desde su creación hasta mayo de 1998 por David Solar. Periodista español especializado en historia contemporánea y corresponsal en varios conflictos internacionales, como la descolonización del Sáhara, Solar encabezó y elevó hasta cierto prestigio a Historia 16 a través de la investigación y la divulgación periodísticas de temas históricos desconocidos y la edición de colecciones especializadas, como por ejemplo Cuadernos, una compilación de trabajos, obras y escritos sobre la historia del arte de España. La crisis de finales de la década de los 90 motivó el cambio en la dirección de la revista. 
Tras varios años de producir beneficios, la revista, afectada por la crisis general de la sociedad editora Grupo 16, comenzó a perder dinero a principios de los 90. En 1993 Historia 16 se desvinculó del conglomerado, que al año siguiente pasaría a ser propiedad de Juan Tomás de Salas. A pesar de que la revista pasó a ser editada por Historia e Información s.l., continuó impresionada por las cuentas deficitarias de la sociedad editora. Tratando de mantener a la revista al margen de las deudas contraídas por las empresas de Tomás de Salas, David Solar, el director de Historia 16, y su equipo intentaron comprar la publicación por el valor simbólico de una peseta, asumiendo así las deudas contraídas. El propietario rechazó la oferta y asumió él mismo la dirección de la revista en 1998. Se renovaron la maquetación y las secciones, pero en el 2008 la revista cerró definitivamente.

## Apartados y temas recurrentes
La revista, que abarca universalmente todos los períodos históricos, tratando especialmente los conflictos más relevantes de la época contemporánea, como por ejemplo la Guerra Civil o la dictadura franquista y la transición democrática en España, suele contar con la colaboración y las aportaciones de historiadores renombrados. Cada ejemplar suele centrar sus artículos y sus reportajes principales en un tema determinado, presentado brevemente en el editorial que aparece al principio de cada publicación. 
Además de sus secciones permanentes y estables, como por ejemplo el Editorial, Historia al día (apartado en el que se presentan las principales exposiciones de los diferentes museos de España), Sucedió en… (breve cronología mensual en el que se exponen determinados acontecimientos de un mes y año concreto) o Cine (sección extensa que ofrece reportajes sobre un director o película concreta), la revista cuenta con otros apartados que varían en función de la publicación y la temática concreta del número. 
La extensión de los artículos y los reportajes publicados en Historia 16 suele variar. En general, disfrutan de cierta amplitud y suelen profundizar más o menos en los temas tratados con sencillez y con un estilo periodístico remarcado. En este sentido, la revista, de carácter mensual, está dirigida al gran público. En relación con las colecciones, a lo largo de su existencia, Historia 16, sobre todo durante la prolongada dirección de David Solar, impulsó algunos proyectos y colecciones que adquirieron notoriedad, como la ya mencionada Cuadernos, Serie de 100 Cuadernos de Historia 16 o Serie de Cuadernos del Mundo Actual.